# Rachel de Queiroz
Rachel de Queiroz (Fortaleza, 17 de novembre de 1910 - Rio de Janeiro, 4 de novembre de 2003) va ser una prosista, dramaturga, traductora, columnista i periodista brasilera. Dins del camp de la novel·lística, destaca en la ficció social del nord.
Va ingressar a l'Academia Brasileira de Letras l'any 1977, essent la primera dona a ingressar en aquesta societat literària; a més a més, també va ser la primera dona a rebre el Premi Luís de Camões (1993), guardó que s'atorga a l'excel·lència literària des de 1989.

## Vida i obra

### Primers anys
Rachel de Queiroz va néixer a Fortaleza (Ceará), filla de Daniel de Queiroz i Clotilde Franklin de Queiroz, descendent per branca materna de l'escriptor romàntic José de Alencar, autor d'obres reconegudes com Iracema i O guaraní .
A causa de la sequera de 1915, la família De Queiroz es va desplaçar a Rio de Janeiro el 1917; no obstant, la seva estança a la ciutat va ser breu, ja que poc després viatjarien fins a Belém (Pará), on viurien durant dos anys. En 1919, però, tornaren a Fortaleza, on l'escriptora es matricularia al Colégio da Imaculada Conceição, tot diplomant-se el 1925, amb només 15 anys.

### Primeres publicacions
Dos anys més tard, amb el pseudònim de «Rita de Queiroz», l'escriptora debuta com a periodista al diari O Ceará; amb el temps, va esdevenir editora permanent de dit diari. Només tres anys després, el 1930, i amb vint anys, la prosista publica la seva primera novel·la: O quinze; basada en la seva experiència de la sequera de 1915, l'obra narra dues històries paral·leles, la de la família de Chico Bento, obligada a emigrar a causa de la sequera (tal com li va passar a la família De Queiroz), i la història d'amor entre la professora Conceição i el seu cosí Vicente. L'obra va ser editada per la mateixa autora amb una humil edició de només mil exemplars, però tot i així va aconseguir un gran reconeixement per part de la crítica (Augusto Federico Schimidt, Graça Aranha, entre d'altres) i se la va considerar com la renovació de la novel·la social regionalista; a més a més, gràcies a aquesta novel·la, l'escriptora brasilera va ser guardonada amb el Premi de la Fundació Graça Aranha.

### Afiliacions polítiques i producció novel·lística
Pel que fa a la política, cap al 1928-1929, Rachel de Queiroz comença a interessar-se per la política social i ingressa al Bloco Operário Camponês de Fortaleza, tot formant el primer nucli del Partit Comunista Brasiler. No obstant, en 1934 s'apropa al grup de Lívio Xavier en São Paulo, on l'escriptora residiria fins a 1934; és aleshores quan milita amb personalitats com Plínio Mello i Aristides Lobo i s'afilia al sindicat dels professors d'educació lliure, controlat aleshores pels trotskistes. 

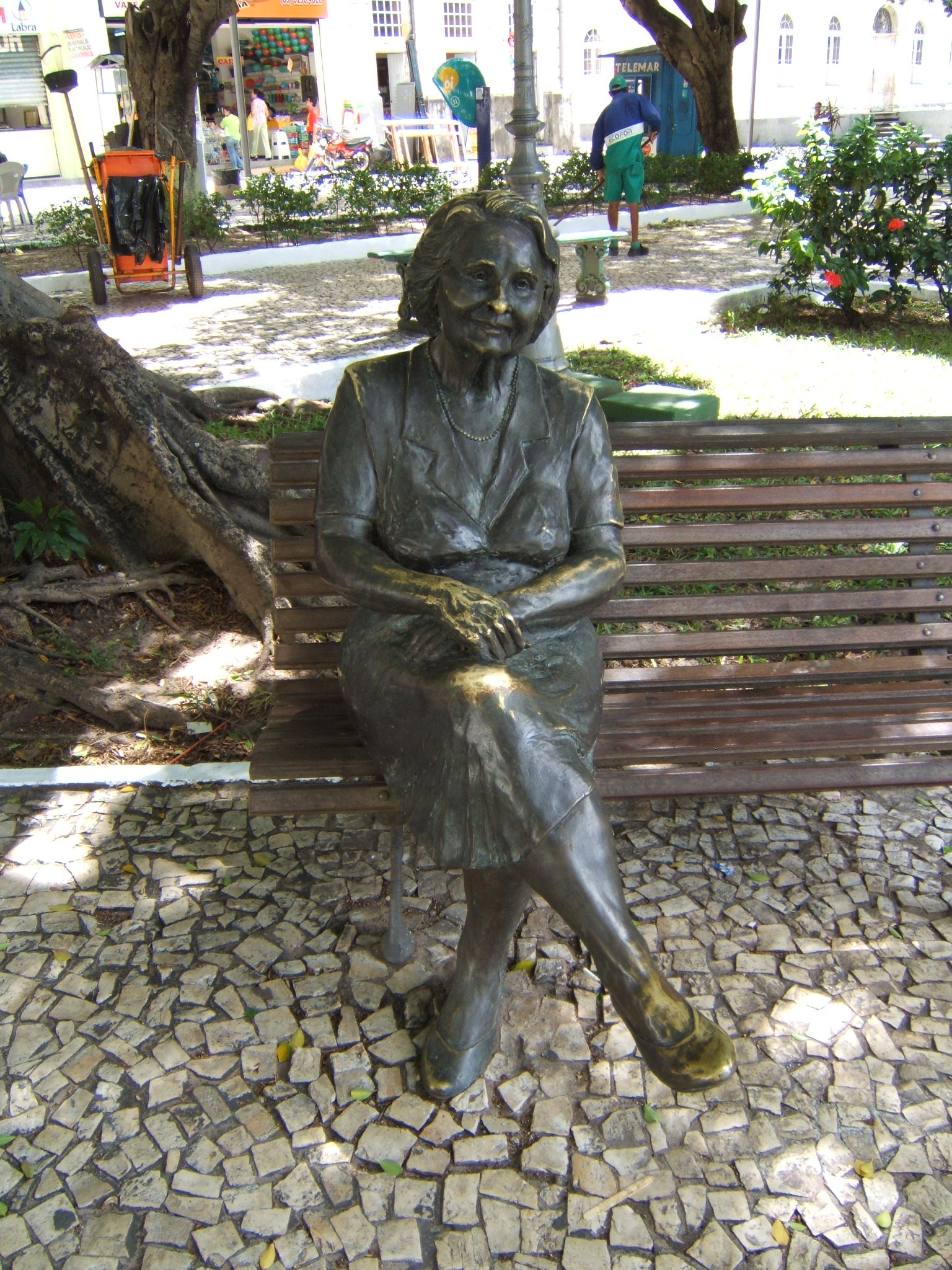
Estàtua de Rachel de Queiroz a la Praça dos Leões a Fortaleza

Literàriament, la dècada dels anys 30 va ser una temporada molt prolífica per la prosista: el 1932, només dos anys després de la publicació de O quinze, publica João Miguel, una altra novel·la social regionalista; aquest cop tracta sobre la frustració i l'angoixa i narra la vida del presoner d'una petita presó d'una ciutat de l'interior: barreja així cert sentiment fatalista amb una important denúncia social. Cinc anys després, el 1937, publica Caminho de pedras, novel·la que tracta sobre la desigualtat social de la dona. Va ser en aquest mateix any quan l'escriptora brasilera va ser empresonada a Fortaleza acusada de ser comunista per les seves tendències d'esquerres; com a conseqüència, exemplars de la seva obra van ser cremats. Aleshores, es veu clarament com la redacció d'aquesta novel·la, Caminho de pedras, en el 1936, va ser influïda pels corrents ideològics socialistes: el comunisme (proper al trotskisme, corrent a la que es va afiliar l'escriptora) i l'integralisme. Més tard, el 1939, es muda a Rio de Janeiro i publica l'obra que li garantia el premi de la Societat Felipe de Oliveira: As três Marias, novel·la que narra l'amistat de tres noies que es coneixen a un internat de Fortaleza.

### Teatre i periodisme
No és fins 10 anys més tard, el 1950, que publica en fulletó la novel·la O galo de ouro a través de la revista O cruzeiro. Més endavant, el 1953, comença la seva immersió en la dramatúrgia amb l'obra Lampião, basada en la vida del llegendari bandoler homònim. El 1958 escriu A Beata Maria do Egito, obra basada en la vida de les beates de Juazeiro do Norte (Ceará) del segle xix i que li suposa la victòria del premi de teatre de l'Instituto Nacional do Livro. A més a més, Rachel de Queiroz també escriu O padrezinho santo, una obra escrita per la televisió i que roman inèdita en format físic.
Com a columnista, Rachel de Queiroz va arribar a publicar més de dues mil cròniques que s'han recopilat en diverses seleccions, com 100 Crônicas escolhidas, A donzela e a moura torta, O caçador de tatu i O brasileiro perplexo; la majoria d'aquests escrits van ser fruit de la seva col·laboració a revistes com l'anomenada O cruzeiro i a diaris com O jornal i Diário de Notícias.

### Col·laboracions i altres publicacions
El 1966, l'escriptora brasilera participà en la 21a Sessió de l'Assemblea General de l'ONU com delegada del Brasil, treballant sobretot en la Comissió de Drets Humans. Un any després, publica la seva primera obra orientada al públic infantil, O menino mágico, a petició de Lúcia Benedetti. En aquest mateix any es funda el Conselho Federal de Cultura, del qual De Queiroz va ser membre des d'aquest moment fins a la seva dissolució l'any 1989.
Més endavant, el 1975, Rachel de Queiroz va publicar Dora, Doralina, obra que tracta sobre la història d'amor entre un home que sobreviu a l'atac del seu poble i la filla d'una bona família.

### Academia Brasileira de Letras
El 4 d'agost de 1977, De Queiroz és escollida com a quinta ocupant de la butaca 5 de l'Academia Brasileira de Letras, tot succeint a Candido Motta Filho. No va ser, però, fins al 4 de novembre d'aquest mateix any, que va ser rebuda per l'acadèmic Adonias Filho. El seu ingrés a l'Academia va ser molt important en la història de la institució i de la literatura brasilera, ja que va ser la primera dona a ser admesa.

### Últimes publicacions i mort
El seu fulletó O galo de ouro va ser publicat en format llibre l'any 1985. Pocs anys després, el 1988, Rachel de Queiroz va començar la seva col·laboració setmanal als diaris O Estado de S. Paulo i Diário de Pernambuco.
En 1986, va publicar una altra novel·la infantil: Cafute e Pena-de-Prata. Finalment, l'any 1992, publica Memorial de Maria Moura, la seva última novel·la, la qual es tracta d'una obra amb una trama plena d'aventures fulletonesques, molt en la línea de la novel·la popular amb la que l'autora sempre va relacionar-se. A l'any següent, Rachel de Queiroz rep el Premi Luís de Camões, tot essent la primera dona guardonada amb ell. El 1998, va publicar un llibre de memòries: Tantos anos. A més a més, va convertir la seva propietat «Fazenda Não Me Deixes», situada a Queixadá (Ceará), en una reserva de patrimoni natural.
Finalment, Rachel de Queiroz va morir en el seu apartament de Rio de Janeiro el 4 de novembre de 2003 a causa de problemes cardíacs.

## Estil
Rachel de Queiroz es caracteritza principalment per escriure novel·les de caràcter realista que formen part de l'anomenada ficció social regionalista, concretament dels estats del nord del Brasil: en aquest sentit, destaquen les seves novel·les O quinze i João Miguel, de clara ambientació cearença (Ceará); en ambdues novel·les s'observa una prosa eixuta i viva que també seria característica de la seva producció cronista. Les seves novel·les, així doncs, s'apropen a l'ideal neorealista tan propi de la narrativa social del nord-est brasiler típica de la seva època.
A més a més, la producció dels seus diàlegs compte amb un llenguatge planer, tot continuant la voluntat dels escriptors anteriors de reflectir la veu del poble en l'escriptura, fet que explicaria l'atracció posterior de l'escriptora brasilera per passar de la novel·la al drama amb obres com Lampião, de clara temàtica regionalista i popular (es tracta de la història d'un llegendari bandoler brasiler). Per altra banda, la seva prosa és senzilla: es basa en la transcripció directa dels actes dels seus personatges.

## Obres

### Novel·les
- O quinze, (1930).
- João Miguel, (1932).
- Caminho de pedras, (1937).
- As três Marias, (1939).
- Dora, Doralina, (1975).
- O galo de ouro, (1985, format llibre).
- Memorial de Maria Moura, (1997).

### Drames
- Lampião, (1953).
- A beata Maria do Egito, (1957).

### Literatura intantil i juvenil
- O menino mágico, (1967).
- Cafute e Pena-de-Prata, (1996).

### Cròniques
- A donzela e a moura torta, (1948).
- 100 crônicas escolhidas, (1958).
- O brasileiro perplexo, (1964).
- O caçador de tatu, selecció i prefaci d'Herman Lima, (1967).
- As menininhas e outras crônicas, (1976).
- O jogador de sinuca e mais historinhas, (1980).
- As terras ásperas, (1993).

### Memòries
- Tantos anos, (1998).

### Traduccions destacables
- Mansfield Park, Jane Austen, (el 1942).
- Humiliats i Ofesos, Fiódor Dostoievski, (el 1944).
- Memòries, Lev Tolstói, (el 1944).
- Apunts de la casa morta, Fiódor Dostoievski, (el 1945).
- Crandord, Elizabeth Gaskell. (el 1946).
- Cims borrascosos, Emily Brontë. (el 1947).
- La dona de trenta anys, Honoré de Balzac, (el 1948).
- Els dimonis, Fiódor Dostoievski, (el 1951).

## Premis i reconeixements
- Premi de la Fundació Graça Aranha per O quinze, (1930).
- Premi de la Societat Felipe d' Oliveira per As Três Marias, (1939).
- Premi Saci, de l'Estat de São Paulo, per Lampião, (1954).
- Premi Machado de Assis de l'Academia Brasileira de Letras pel conjunt de la seva obra, (1957).
- Premi de teatre de l'Instituto Nacional do Livro, per A beata Maria do Egito, (1959).
- Premi Roberto Gomes de la Secretaria de Educação do Rio de Janeiro per A beata Maria do Egito, (1959).
- Premi Jabuti de Literatura Infantil de la Câmara Brasileira do Livro (São Paulo) per O menino mágico, (1969)
- Premi Nacional de Literatura de Brasília pel conjunt de la seva obra, (1980).
- Títol de Doctor Honoris Causa per la Universitat Federal de Ceará, (1981).
- Medalla Marechal Mascarenhas de Morais, (1983).
- Medalla Rio Branco, (1985).
- Medalla al Mèrit Militar en el grau de Gran Comendador, (1986).
- Medalla de la conspiració del Govern de Mines Gerais, (1989).
- Premi Luís de Camões, (1993).
- Títol de Doctor Honoris Causa per la Universitat Estatal de Ceará - UECE, (1993).
- Títol de Doctor Honoris Causa per la Universitat Estatal de Vale do Acaraú, de Sobral, (1995).
- Gran Oficial de l'Ordre de l'Infant D. Henrique de Portugal, (1996).
- Premi Moinho Santista de Literatura, (1996).
- Títol de Doctor Honoris Causa per la Universitat Estatal de Rio de Janeiro, (2000).
- Medalla Boticário Ferreira, de la Câmara Municipal de Fortaleza, (2001).
- Trofeu Ciutat de Camocim (Academia Camocinense de Letras i Prefectura Municipal de Camocim), (2001).